# First National Pictures
Фёрст Нэшнл (англ. First National Pictures, ранее First National Exhibitors' Circuit) — ныне не существующая американская продакшен-компания и дочернее предприятие Warner Bros., основанное в 1917 году.
Компания в начале своего существования производила фильмы, а их первым крупным успехом стал длительный фильм «The Mother of Dartmoor», дебютировавший в 1917 году.
Чарли Чаплин перешёл в «First National Pictures» в 1918 году. На студии Чаплин снял свой первый полнометражный фильм — «Малыш», и создал одни из своих самых успешных фильмов, начиная с фильма «Собачья жизнь» и заканчивая «Пилигримом», вплоть до 1923 года.
Самым успешным проектом студии стал фильм «Затерянный мир», премьера 2 февраля 1925 года. Также студия добилась успеха с фильмами «The Silent Lover» и другие.
В 1928 году стала дочерней компании Warner Bros., и произошло слияние прокатчика «Warner Bros. First National Pictures», в 1936 году студия прекратила существование. 